# Johann Peter Süssmilch

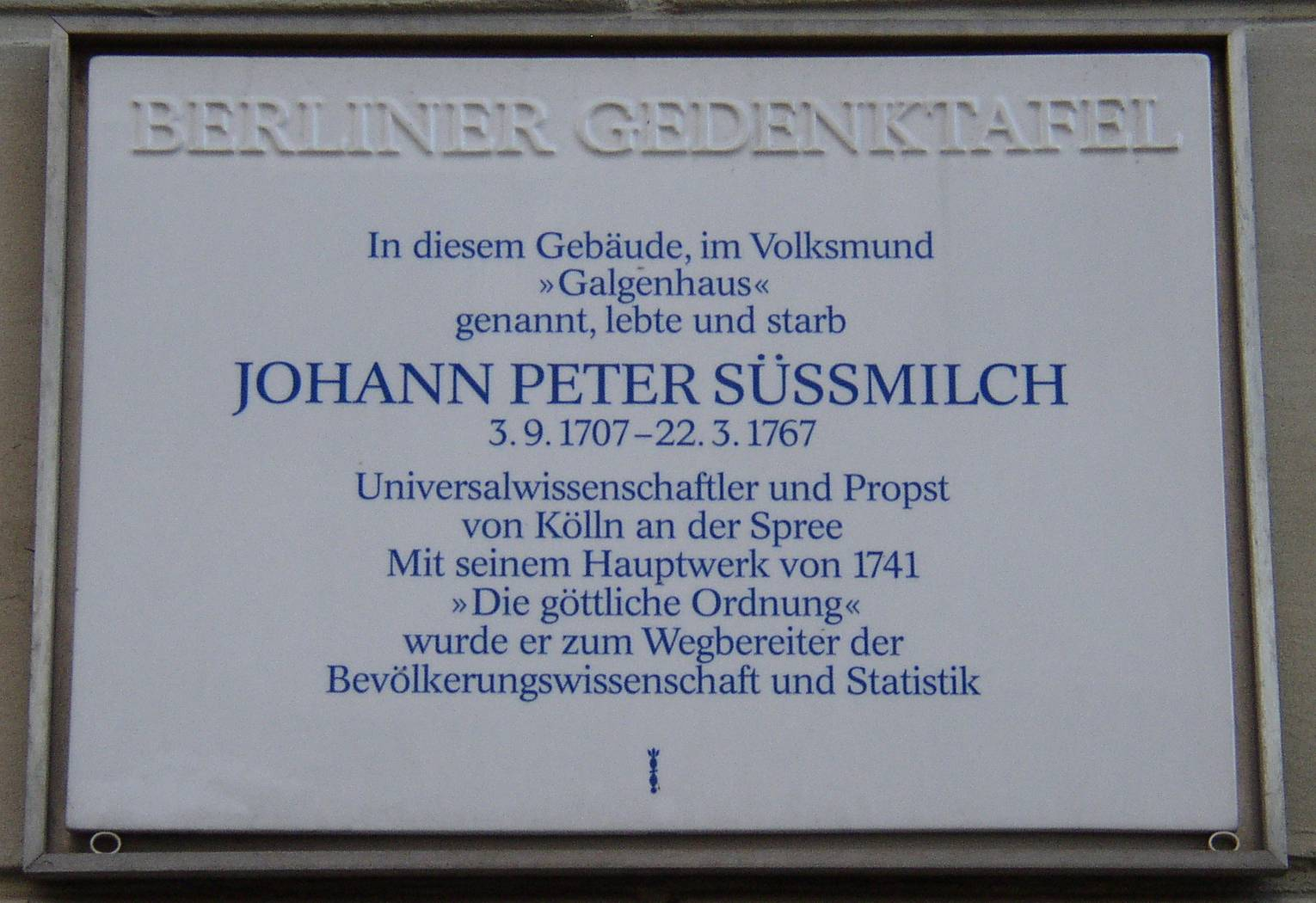
Placa conmemorativa en Berlín, Berlin-Mitte (Brüderstr. 10)

Johann Peter Süßmilch o Süssmilch ( Zehlendorf-Berlín, 3 de septiembre de 1707-Berlín, 22 de marzo de 1767) fue un presbítero, pastor protestante, estadístico y demógrafo alemán.

## Datos biográficos
Süßmilch estudió medicina y teología en la Universidad de Jena y en la Universidad de Halle; en 1741 fue nombrado capellán del ejército en la primera guerra de Silesia. El domingo, 13 de agosto de 1741, dio su sermón inaugural como pastor de la comunidad de Etzin. Desde 1742 desempeñó el puesto de Rector en la parroquia de St. Petri en Berlín-Cölln. En 1745 se hizo miembro de la Academia Prusiana de las Ciencias. Fue un rival de Gotthold Ephraim Lessing e Immanuel Kant.
La publicación más importante de Süssmilch El orden divino en las circunstancias del sexo humano, el nacimiento, la muerte y la reproducción (Die göttliche Ordnung in den Veränderungen des menschlichen Geschlechts aus der Geburt, dem Tode und der Fortpflanzung desselben) -1741- es considerada una obra seminal y pionera en la demografía, la econometría y la historia de las estadísticas de población.
Süssmilch descubrió que, a largo plazo, hay una proporción de sexos constante de 1.000 nacimientos de mujeres por 1068 nacimientos de varones (el inglés John Graunt también descubrió esa proporción entre hombres y mujeres, lo que le llevó a considerar una ley natural que recogía la religión cristiana, al prohibir la poligamia), que consideró como una prueba de la mano de Dios en el mundo. Debido a este trabajo se le puede considerar como uno de los padres fundadores de la demografía en Alemania. 
Sin embargo, se refiere en su obra a los trabajos de Kaspar Neumann, quien calculó una estadística mensual de muertes por edad y causa de la muerte entre 1687 y 1691 en Breslau (hoy Breslavia-Wroclaw). 
Los trabajos de Süssmilch fueron citados por Malthus. Como pastor buscaba en sus estudios el orden divino y los conceptos estaban cerca del orden natural, de la misma manera que lo estaban en la obra de Adam Smith y el mismo Malthus. Buscó entre todos los datos demográficos los rastros de regularidad, discerniendo el balance entre nacimientos y muertes —que más tarde sería llamado "homeostasis"— y elaborando tablas de vida que fueron utilizadas para fines actuariales (por compañías de seguros) hasta bien entrado el siglo XIX.

## Obras
- 1752 - The Royal Residence of Berlin's Growth and Rapid Construction, 1752 (Digitalisat)
- 1761-1762 - The Divine order in the changes in the human sex from birth, death and reproduction of the same, 2 parts, 1761-1762

- The Divine order in the changes... - Parte 1 (enlace roto disponible en Internet Archive; véase el historial, la primera versión y la última).
- The Divine order in the changes... - Parte 2